# サント・ステーファノ・ロエーロ
サント・ステーファノ・ロエーロ（伊: Santo Stefano Roero）は、イタリア共和国ピエモンテ州クーネオ県にある基礎自治体（コムーネ）。
ピエモンテ語では「San Steo Roé」。

## 地理

### 位置・広がり
| ローエロ地方の一部である。 隣接するコムーネは以下の通り。括弧内のTOはトリノ県所属を示す。 - カナーレ - モンタ - モンテーウ・ロエーロ - プラロルモ (TO) |

#### 地震分類
イタリアの地震リスク階級 (it) では、4 に分類される
。